# 뇌엽
뇌엽(腦葉, cerebral lobe)은 대뇌의 해부적 구조중 가장 윗 단계에 위치한 구조이다. 사람의 경우 겉면에는 전두엽, 측두엽, 두정엽, 후두엽과 뇌섬엽이 존재하며, 내부의 변연계를 하나의 뇌엽으로 구분하기도 한다.

## 갤러리

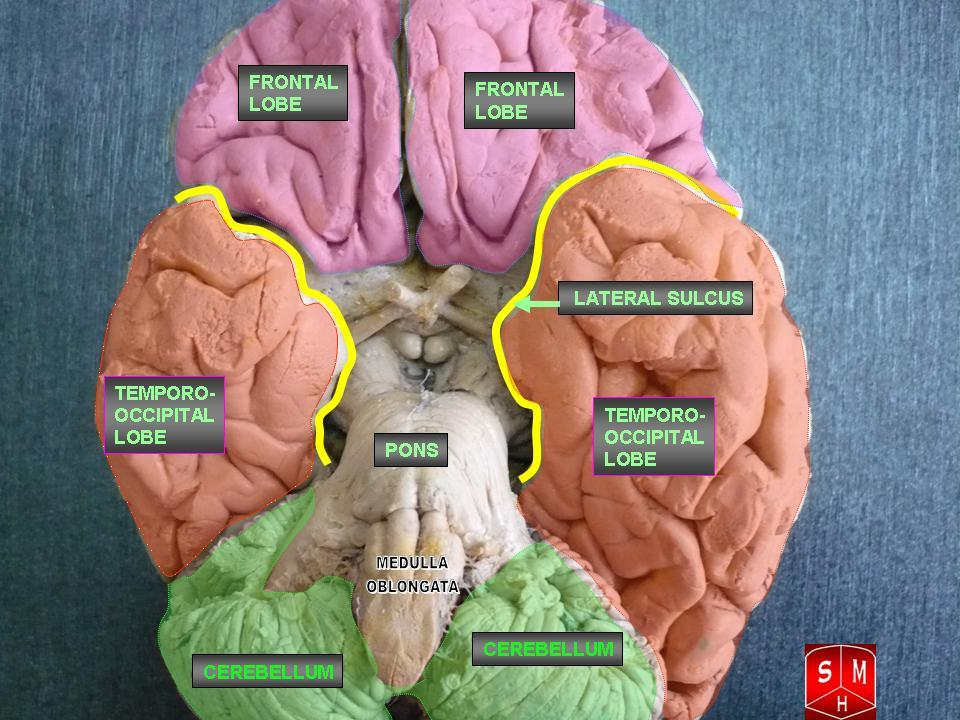
밑에서 바라본 모습
붉은색은 전두엽, 주황색은 두정엽, 녹색은 측두엽, 노란색은 후두엽, 하늘색은 소뇌이다.
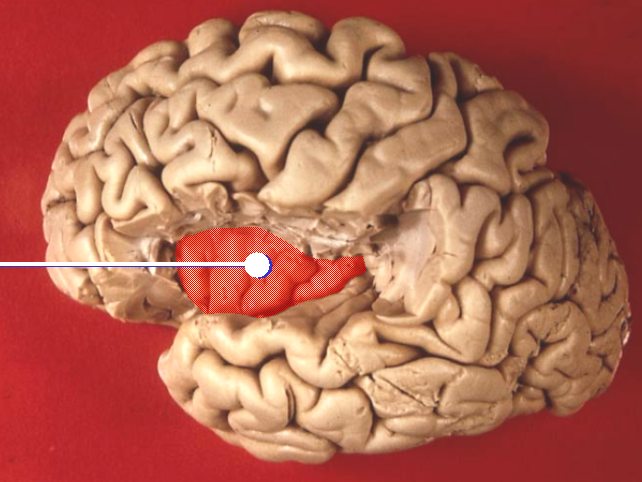
뇌섬엽

## 같이 보기
- 인간 두뇌의 영역 목록
- 신경해부학